# خربة قمبازة (حيفا)
خربة قمبازة، قرية فلسطينية مهجرة، قضاء حيفا. كانت تقع وسط تلال متدرجة، تنحدر في اتجاه السهل الساحلي الواقع على بُعد 7 كلم إلى الغرب منها. كما كانت طريق فرعية تصل القرية بطريق وادي الملح العام الذي يبعد عنها نحو ثلاثة كيلومترات، ويصل السهل الساحلي بالطرف الشمالي لمرج ابن عامر.
في أواخر القرن التاسع عشر، وُصفت خربة قمبازة بأنها «مزرعة صغيرة على مرتفع من الأرض». بالإضافة إلى وجود مقام الشيخ قطينة، الذي يقع على بعد كيلومتر إلى الجنوب الشرقي منها، وكانت خربة قطينة، حيث اكتُشفت آثار أبنية قديمة، تقع أعلى منه. اعتبر بعض العلماء أنّ خربة قطينة هي قتة الكنعانية.

## احتلال القرية وتطهيرها عرقيًّا
استنادًا إلى المؤرخ الإسرائيلي بِني موريس، من الجائز أن تكون القرية احتُلت في أيار/مايو 1948. وما يدعم تخمينه هذا أنّ قرية أم الزينات المجاورة وقعت في 15 أيار/مايو في قبضة وحدات من لواء «غولاني». هذا وذكرت صحيفة «نيويورك تايمز» نقلًا عن مصادر «الهاغاناه»: أنّ القوات الإسرائيلية استولت على عدة قرى واقعة على منحدرات جبل الكرمل. جاء ذلك في إثر احتلال حيفا؛ إذ أُمرت وحدات «الهاغاناه» بأن تضرب القرى المجاورة للمدينة بهدف تطهير المنطقة من سكانها، وبأن تقيم طريقًا بديلًا لقوافل «الهاغاناه» العسكرية المتوجهة جنوبًا، بعد أن سدّ السكان الفلسطينيون المحليون الطريق الساحلي جنوبي حيفا. ولعل خربة قمبازة، الواقعة في جوار طريق الإمداد الداخلي هذا، استهدفت للاحتلال في ذلك الوقت.

## القرية اليوم
المنطقة كلّها مخصصة للتدريب العسكري، ويحظر على عامة الناس دخولها.

## المستعمرات الإسرائيلية على أراضي القرية
بعض أراضي القرية تشكّل جزءًا من منطقة تدريب عسكري. كما تقع مستعمرة «كيرم مهرال»، التي أُنشئت في سنة 1949، قرب موقع القرية.